# Phare de Dunmore East
Le phare de Dunmore East est un phare situé à l'entrée du port de Dunmore East, en mer Celtique, dans le comté de Waterford (Irlande). Il est géré par les Commissioners of Irish Lights.

## Histoire
Le phare de Dunmore East a été érigé en 1825. C'est une tour en grès de 16 m, avec la lanterne peinte en blanc et la rambarde de la galerie en rouge. La tour est en pierre cannelée de style dorique. Cette architecture est unique pour ce phare irlandais.
Il est situé au bout d'une jetée construite en 1823-25 qui servait à l'accostage des bateaux courrier naviguant entre Waterford et Milford Haven au pays de Galles. La jetée sert maintenant à la flottille de pêche.
Localisé sur le musoir à l'entrée occidentale du port, il émet des éclats blancs ou rouges, selon la direction, toutes les 8 secondes. Il est accessible par la jetée mais il n'est pas visitable.